# The Texas Rangers (pel·lícula de 1936)
The Texas Rangers és una pel·lícula western estatunidenca del 1936 dirigida per King Vidor i protagonitzada per Fred MacMurray i Jack Oakie. La pel·lícula va ser nominada a l'Oscar al millor so (Franklin Hansen) als Oscars de 1936. La pel·lícula es va inspirar en incidents del llibre d'història de 1935 de Walter Prescott Webb The Texas Rangers, A Century Of Frontier Defense pñerò fou filmada a Nou Mèxic.
La pel·lícula involucra dos Texas Rangers desafortunats que han d'arrestar un vell amic convertit en proscrit. El repartiment de suport compta amb Lloyd Nolan, Edward Ellis, Jean Parker i George "Gabby" Hayes. El febrer de 2020, la pel·lícula es va projectar al 70è Festival Internacional de Cinema de Berlín, com a part d'una retrospectiva dedicada a la carrera de King Vidor.

## Argument
Sam, Jim i "Wahoo" són proscrits amb una vida tranquila. Wahoo és un conductor de diligència que proporciona informació de rutes i càrregues de diligències als seus confederats proscrits Sam i Jim, que atraquen l'escenari i disparen a Wahoo per demostrar que no té res a veure amb els robatoris. Els tres es separen una nit quan els homes de la llei envolten el seu campament i s'escapen, però Sam no es troba enlloc.
Wahoo i Jim continuen la seva carrera fins que un dia un Texas Ranger munta una escopeta al sofà al costat de Wahoo. Se suposa que Jim roba l'escenari quan la diligència s'atura per regar les seves mules, però Wahoo té un sentiment sobre el Ranger i no deixarà que Jim robi la carreta, en lloc d'agrupar un Jim desconcertat a bord com a passatger de pagament. Wahoo i Jim s'adonen que les seves vides s'han salvat quan el Ranger mata ràpidament els altres dos lladres.
Necessitant diners i impressionats per la reputació del Ranger, Jim i Wahoo s'uneixen als Rangers planejant utilitzar la posició per enriquir-se. Quan els envien a localitzar lladres de ramat, en Jim i en Wahoo descobreixen que estan dirigits per Sam, que accepta que unir-se per treballar els dos extrems contra el mig els farà tots rics. No obstant això, en Wahoo i en Jim comencen a pensar-s'ho quan s'enfronten a un grup d'indis hostils que han assassinat la família del jove David de qui cuiden. Jim aconsegueix una gran reputació entre els Rangers quan salva la seva companyia de l'aniquilació per part d'un gran partit de guerra apatxes. Tenen tanta confiança en Jim que és enviat sol portar a un pinxo perillós arrestant-lo i processant-lo. Jim inicialment planeja instal·lar en Sam com el nou cap de la ciutat, però canvia d'opinió i li fa prometre que abandonarà la zona.
Sam comença un regnat de terror, però Jim sembla massa reticent a portar-lo davant la justícia.

## Repartiment
- Fred MacMurray com a Jim Hawkins
- Jack Oakie com Henry B. "Wahoo" Jones
- Jean Parker com Amanda Bailey
- Lloyd Nolan com a Sam "Polka Dot" McGee
- Edward Ellis com el Major Bailey
- Benny Bartlett com a David
- Frank Shannon com el capità. Stafford
- Frank Cordell com a Ranger Ditson
- Richard Carle com a Casper Johnson
- Jed Prouty com el fiscal de districte Dave Twitchell
- Fred Kohler com a Jess Higgens
- Charles Middleton com a advocat de Higgins
- George "Gabby" Hayes com el jutge Snow

## Recepció
Escrivint per a The Spectator el 1936, Graham Greene va donar a la pel·lícula una crítica neutral. Tot i que comparava favorablement la direcció de King Vidor amb D. W. Griffith, Greene va assenyalar que "la història s'interposa" reduint de manera efectiva la qualitat èpica del drama.
La pel·lícula va ser seguida d'una seqüela l'any 1940 anomenada The Texas Rangers Ride Again amb un nou repartiment. La pel·lícula també es va tornar a fer el 1949 com a Streets of Laredo.